# Heinrich Grünwald

Gebäude der Familie Grünwald an der Kaiserstr. 40 rechts

Heinrich Grünwald war ein deutscher Kunsthändler und Ehrensenator der Technischen Hochschule in Stuttgart. Er verfügte über bedeutende Gemäldegalerien, über deren Verbleib wenig bekannt ist.

## Familie und Werdegang
Der Vater von Heinrich Grünwald war Adolph Grünwald, wobei dieser in Cincinnati seine zukünftige Frau kennenlernte. Sie war eine verwitwete Hess und eine gebürtige Bär.
Beide waren in die USA ausgewandert und hatten die dortige Staatsbürgerschaft inne.
Jedoch sind beide um 1860 nach Affaltrach zurückgekehrt. Sie waren die Großeltern mütterlicherseits des bekannten Kunsthändlers und Schriftstellers Siegfried Aram.
Sie hatten vier Kinder, wobei Heinrich der einzige Sohn war und die drei Töchter Bertha, Thekla und Auguste hießen. Auguste verstarb schon relativ früh.
Heinrich Grünwald hatte eine höhere Schulbildung, und in Bruchsal vollzog Heinrich Grünwald seine militärische Ausbildung bei der Feldartillerie.

## Kunst
Er beherrschte das Spielen verschiedener Musikinstrumente wie Cello und Klavier.
Er verfügte über eine eigene Bibliothek von großen Ausmaßen und pflegte das Theater zu besuchen. Weiterhin liebte er es zu zeichnen, wobei seine besondere Aufmerksamkeit dem Zeichnen von Karikaturen galt.
Er reiste viel in Frankreich und Italien, wurde in Paris Partner einer Kunstgalerie und gründete schließlich in Baden-Baden eine eigene Kunstgalerie mit einer Filiale in Berlin. Es gelang Grünwald, längst verschollen geglaubte Kunstwerke wiederzufinden, so fand er nach langer Suche die Judith von Tizian und von Andrea del Verrocchio den schlafenden Knaben. 
Er vergrößerte die Silbersammlung seines Vaters Adolph Grünwald. 
Die Technische Hochschule Stuttgart ernannte ihn zum Ehrensenator. Auch das Kaiser-Café in der Klarastraße in Heilbronn verdankte ihm seine Entstehung.

## Privatleben
Heinrich Grünwald tat sich mit Kommerzienrat Martin Erhardt zusammen, und beide betrieben nun die weltbekannte Kunstgalerie Ehrhard.
Er war der Freund des bekannten Stuttgarter Kunsthistoriker Hans Hildebrand.
In seinem Etablissement in Berlin empfing Heinrich Kunstkritiker und Kunsthistoriker, wobei sich Heinrich insbesondere Herrn Eberlein, Bildhauer, verbunden fühlte.

## Politik
Der Hass der Nationalsozialisten galt Grünwald auch, weil er sich im Verein zur Abwehr des Antisemitismus Heilbronn engagiert hatte. Die Schoa überlebte Grünwald nur durch Flucht, zuerst in die Tschechoslowakei, dann nach Südfrankreich. Dort starb er ohne jegliches Vermögen.

## Baugeschichte Heilbronn
Adolph und Heinrich Grünwald sind besonders in der Baugeschichte Heilbronns bekannt geworden. Man baute dort für sie das große Geschäftshaus am Kiliansplatz, das sich hinter dem Chor der Kilianskirche zwischen Kaiserstraße und Klostergasse befand. Schmolz-Weckbach beschreibt dieses Gebäude wie folgt: „...das Gebäude Kaiserstr. 40 ist mit Ausnahme der Fenster im ersten Stock (Jugendstil) in neobarocken Formen, vereinzelt von klassizistischen Elementen unterbrochen ausgeführt. Pompös wirkt die Gliederung der Beletage und des 2. Obergeschosses durch eine Kolossalordnung. Auch dieses 1897 gebaute Haus besitzt einen Turmaufbau, der offensichtlich mit den beiden gegenüberstehenden Türmchen mit Laternen des Barbarinoecks und dem Hafenmarktturm korrespondieren soll…“
Zu einem weiteren Gebäude Grünwalds, in der Kaiserstrasse 46, siehe Haus Heinrich Grünwald.